# Wyoming PBS
Wyoming PBS è l'emittente membro del network statunitense di radiodiffusione pubblica Public Broadcasting Service (PBS) per lo stato del Wyoming.
A diversi contenuti multimediali della stazione è possibile accedere online attraverso il sito web. Negli Stati Uniti attualmente la Wyoming PBS' consiste della stazione flagship KCWC-DT (canale 4 a Riverton; nelle stazioni satellitari full-power KWYP-DT (canale 8 a Laramie) e KPTW (canale 6 a Casper); e di oltre 35 stazioni con ripetitore a bassa potenza distribuite all'interno dello stato del Wyoming.
Ls Wyoming PBS è di proprietà del Central Wyoming College di Riverton, detentore di tutte le licenze di operatore di emittente radiotelevisiva dello stato, ed ha dei propri studios all'interno del campus del college.

## Storia
Il Wyoming è stato fra i primi stati degli USA ad iniziare i lavori preliminari per la realizzazione di una stazione televisiva non-commerciale e dai fini educativi, nel 1951, ovvero tre anni prima che il servizio televisivo fosse presente nel suo territorio. A causa di svariati impedimenti occorsero tuttavia diversi anni prima che si superasse il periodo di pianificazione. Nel frattempo la KRMA-TV di Denver, Colorado, diffondeva programmi della PBS su gran parte del territorio dello stato, via cavo e attraverso ripetitori. Altre zone del Wyoming erano servite dalla KTNE-TV di Alliance, Nebraska, parte del network Nebraska Educational Telecommunications; e dalla KUED e KBYU-TV di Salt Lake City, Utah. La KRMA (ora nota come Rocky Mountain PBS) e la KUED gestiscono ancora diversi ripetitori nel Wyoming, considerato bacino d'utenza di Denver e Salt Lake City.
Il Central Wyoming College fece domanda di assegnazione del canale 4 a Riverton verso la fine dell'anno 1970. Prima di tale data il college diffondeva programmi via cavo tramite l'attrezzatura tecnica presente nel campus. Nel periodo 1971-1973 le poche trasmissioni erano in bianco e nero; esse riguardavano, ad esempio, eventi di football americano nelle scuole superiori, basket universitario, lezioni aperte e film educazionali. A metà degli anni '70 la stazione passò alla diffusione radio e la KCWC-TV si attrezzò per le trasmissioni a colori e per l'ottenimento delle licenze presso la Commissione federale per le comunicazioni (FCC). Nel maggio del 1983 l'emittente divenne destinataria di uno dei più consistenti fondi federali per la televisione pubblica,  e risultò essere il penultimo stato dell'unione (seguito solo dal Montana, con la stazione KUSM della Montana State University) a dotarsi di una televisione pubblica intrastatale.
Inizialmente il segnale della KCWC-TV copriva solo la zona di Riverton e della contea di Fremont. Col passare del tempo si è costituita una rete di ripetitori all'interno dello stato, il cui territorio è ora ricoperto dal segnale per circa l'85%. Verso la fine degli anni '80, o all'inizio dei '90, l'emittente assunse il nome di Wyoming Public Television.
La stazione full-power KWYP-TV si è unita al network nel 2004, seguita dalla KPTW nel marzo del 2007.
Il 1 gennaio 2008 il network, per festeggiare il suo 25º anniversario, si è rinominato Wyoming PBS. Il passaggio al digitale ha consentito all'emittente di coprire il 95% del territorio statale. La stazione gestisce un proprio canale YouTube. 

## Stazioni
| Stazione | Città licenziatarie (altre città servite) | Radiofrequenza TV / DT | Data della prima emissione | Significato del call sign | ERP    | HAAT  | Facility ID | Coordinate di trasmissione |
| -------- | ----------------------------------------- | ---------------------- | -------------------------- | ------------------------- | ------ | ----- | ----------- | -------------------------- |
| KCWC-DT  | Lander (Riverton)                         | 4 (PSIP) 8 (VHF)       | 10 maggio 1983             | Central Wyoming College   | 60 kW  | 432 m | 10036       | 42°34′57.5″N 108°42′35.7″W |
| KWYP-DT  | Laramie (Cheyenne)                        | 8 (PSIP) 8 (VHF)       | Novembre 2004              | WYoming Public Television | 13 kW  | 308 m | 10032       | 41°17′16.7″N 105°26′44.5″W |
| KPTW     | Casper                                    | 6 (PSIP) 8 (VHF)       | Marzo 2007                 | Public Television Wyoming | 2.3 kW | 568 m | 82575       | 42°44′25.7″N 106°21′36.7″W |

## Ripetitori
Il sistema di ripetitori della Wyoming PBS è uno dei più vasti del circuito PBS negli Stati Uniti; segue un elenco delle loro posizioni e coordinate.
- Basin — K41KM-D
- Big Piney — K24DA, K33JQ-D
- Buffalo — K19GX-D
- Casper — K47MW-D
- Cheyenne — K36JO-D
- Chugwater — K16IO-D
- Clareton — K31LF-D
- Clark — K23IX-D
- Clarks Fork — K02LH-D
- Cody — K40JU-D, K49AI
- Crowheart — K18JJ-D
- Douglas — K29JO-D
- Dubois — K47LK-D
- Evanston — K23DS-D
- Freedom — K31DC
- Gillette — K26NL-D
- Glendo — K21HQ-D
- Greybull — K19KW-D
- Lyman/Mountain View — K47MD-D

- Jackson — K19FG-D
- Kemmerer — K24GT-D
- LaBarge — K29HV-D
- Meeteetse — K29IH-D
- Newcastle — K15II-D
- North Fork — K32IF-D
- Pinedale — K14IL, K19HJ-D
- Rawlins — K42HY-D, K51IZ-D
- Rock Springs — K28JU-D
- Sage Junction — K44KE-D
- Sheridan — K15HK-D
- Shoshoni — K44IR-D
- Sundance — K15KM-D
- Sunlight Basin — K11QL, K29IG-D
- Teton Village — K41KH-D
- Thermopolis — KCWC-LD
- Torrington — K18JD-D
- Wood River — K31JO-D
- Wright — K25LI-D

## Programmi rilevanti
Oltre alla diffusione di programmi della PBS, la Wyoming PBS produce e diffonde programmi di prevalente interesse locale, alcuni dei quali tuttavia non privi di attrattive culturali di portata generale. Fra questi si ricordano:
- Our Wyoming, collezione di brevi storie che illustrano le caratteristiche peculiari dello stato[6]
- Wyoming Chronicle, settimanale, interviste con personaggi rilevanti[7]
- Farm to Fork Wyoming, sull'economia "a chilometri zero"[8]
- Capitol Outlook, notizie politiche sull'attività dell'assemblea statale di Cheyenne[9]
- Main Street, Wyoming, documentari su aspetti notevoli della storia dello stato[10]
- Wyoming Perspectives[11]
- Live from the Dennison Lodge, programma musicale[12]